# 馬納普里湖
45°30′S 167°30′E / 45.500°S 167.500°E

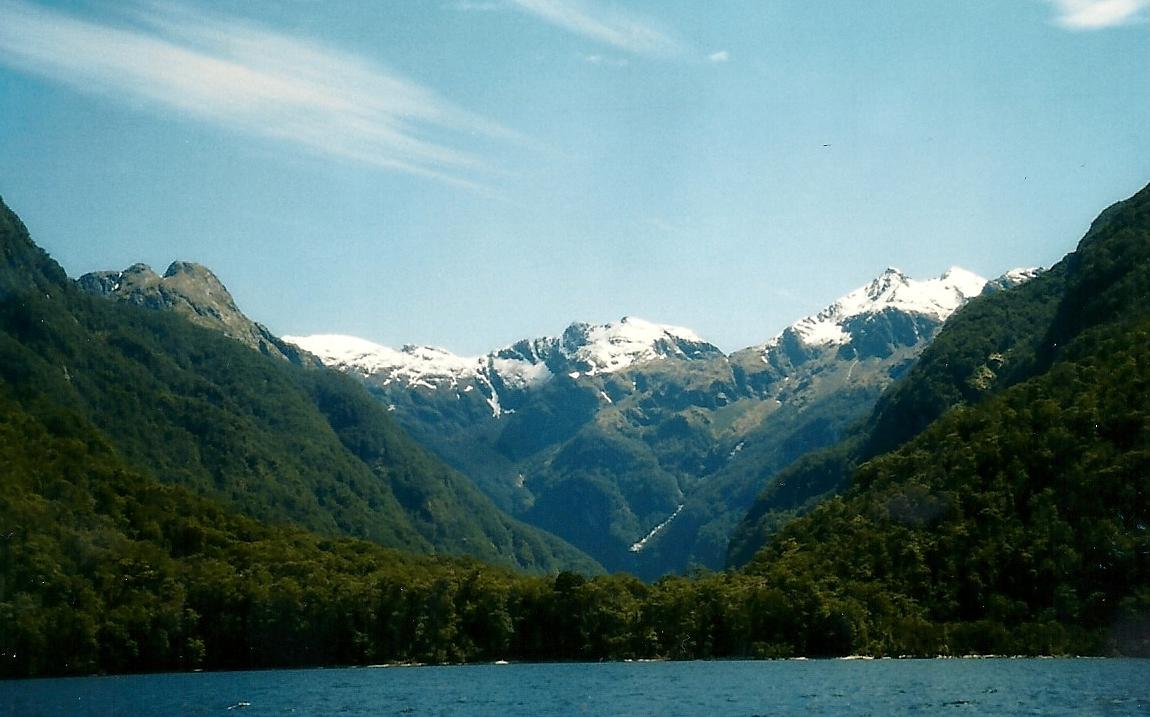

馬納普里湖是新西蘭的湖泊，位於南島，由南地大區負責管轄，長28公里，面積142平方公里，集水區面積1,388平方公里，海拔高度177.8米，最大水深444米，湖岸線長度170公里，湖中有33座島嶼。